# McArthur Lake, Ontario
McArthur Lake är en sjö i Kanada.   Den ligger i Timiskaming District och provinsen Ontario, i den sydöstra delen av landet, 500 km nordväst om huvudstaden Ottawa. McArthur Lake ligger 327 meter över havet. Arean är 1,5 kvadratkilometer. Den sträcker sig 2,7 kilometer i nord-sydlig riktning, och 2,5 kilometer i öst-västlig riktning.
I omgivningarna runt McArthur Lake växer i huvudsak blandskog. Trakten runt McArthur Lake är nära nog obefolkad, med mindre än två invånare per kvadratkilometer.